# Ford S-MAX
Ford S-MAX je MPV střední třídy značky Ford. První generace byla představena v roce 2006 na ženevském autosalónu jako alternativa k novému Galaxy druhé generace. V následujícím roce 2007 byl zvolen vítězem ankety Car of the Year.
Druhá generace tohoto vozu byla představena na Ženevském autosalónu v roce 2014, výroba a prodej byly zahájeny v roce 2015. S-MAX obou generací používá stejnou podvozkovou platformu jako model Galaxy a sdílí s ním část motorové palety, má však delší a nižší karosérii s výrazně sportovnějšími tvary.

## První generace (2006–2015)

### Prodej a výroba
Automobilka Ford vstoupila na trh s novou koncepcí MPV, pro niž nebyla na prvním místě velikost vnitřního prostoru, ale důraz byl kladen především na sportovně laděný vzhled a jízdní vlastnosti blížící se klasickým osobním automobilům s karosérií typu kombi. Nový model byl velmi pozitivně přijat zákazníky a na některých trzích vykazoval lepší prodejní výsledky než zavedený Ford Galaxy. Vozidel první generace se do roku 2014 prodalo asi 400 tisíc kusů. Produkce obou typů společně s modelem Mondeo byla soustředěna do továrny v belgickém Genku.

### Design
Modely S-MAX a Galaxy druhé generace byly v letech 2005 a 2006 prvními zástupci tzv. kinetického designu, který přinesl do designu nových vozů značky Ford nové dynamické linie, které měly znázorňovat energii v pohybu. Proti modelu Galaxy má S-MAX první generace výraznější hrany a řadu neobvyklých doplňků. Například mlhová světla jsou netradičně umístěna z vnitřní spodní strany předních světlometů, na místě běžné pozice mlhovek se nachází nasávací otvory. Za předními koly jsou odvětrávací průduchy, jedná se však jen o imitaci, která nemá žádnou praktickou funkci. Čelní sklo a přední sloupek plynule navazuje na kapotu, střecha se směrem dozadu obloukovitě svažuje. Vůz bylo možné doplnit o individuální sady vybavení interiéru a exteriéru v rámci programu Ford Individual.

### Přehled motorizací
V nabídce pro ČR bylo šest motorů, na některých trzích se prodává také 2.0 TDCi ve verzi 96 kW. Většina motorů se dodává s šestistupňovou manuální převodovkou (1.8 TDCi také s pětistupňovou a 2.3 Duratec s šestistupňovou automatickou), poháněna jsou vždy přední kola. Přeplňovaný pětiválcový motor Duratec 2.5 má původ u Volva, pohání také Ford Focus ST.
| Model                | 2.0 Duratec      | 2.0 Duratec FFV       | 2.3 Duratec      | 2.5 Duratec      | 1.8 Duratorq TDCi    | 2.0 Duratorq TDCi    | 2.0 Duratorq TDCi    | 2.2 Duratorq TDCi    |
| Uspořádání válců     | 4 v řadě         | 4 v řadě              | 4 v řadě         | 5 v řadě         | 4 v řadě             | 4 v řadě             | 4 v řadě             | 4 v řadě             |
| Druh motoru          | benzínový        | benzínový i bioetanol | benzínový        | turbobenzín      | turbodiesel          | turbodiesel          | turbodiesel          | turbodiesel          |
| Objem (cm³)          | 1.999            | 1.999                 | 2.261            | 2.521            | 1.753                | 1.997                | 1.997                | 2.179                |
| Výkon (kW)           | 107 při 6000 ot. | 107 při 6000 ot.      | 118 při 6000 ot. | 162 při 5000 ot. | 92 při 3700 ot.      | 96 při 4000 ot.      | 103 při 4000 ot.     | 129 při 3500 ot.     |
| Kroutící moment (Nm) | 190 při 4500 ot. | 190 při 4500 ot.      | 208 při 4000 ot. | 320 při 2100 ot. | 320/340 při 1800 ot. | 320/340 při 2000 ot. | 320/340 při 2000 ot. | 400/420 při 2000 ot. |
| Nejvyšší rychlost    | 197 km/h         | 197 km/h              | 194** km/h       | 230 km/h         | 187*/190 km/h        | 191 km/h             | 196 km/h             | 212 km/h             |
| Zrychlení 0–100 km/h | 10,9 s           | 10,9 s                | 11,2** s         | 7,9 s            | 11,6*/11,4 s         | 10,9 s               | 10,9 s               | 9,4 s                |
| Kombinovaná spotřeba | 8,1 l/100 km     | 8,1 l/100 km          | 8,7** l/100 km   | 9,4 l/100 km     | 6,2 l/100 km         | 6,4 l/100 km         | 6,0 l/100 km         | 6,6 l/100 km         |
| Emise CO2            | 194 g/km         | 194 g/km              | 232** g/km       | 224 g/km         | 164 g/km             | 169 g/km             | 159 g/km             | 175 g/km             |

Pozn.: * 5stupňová manuální převodovka, ** 6stupňová automatická převodovka, FFV = spaluje benzín i bioetanol, /s funkci overboost.

### Statistika registrací v ČR

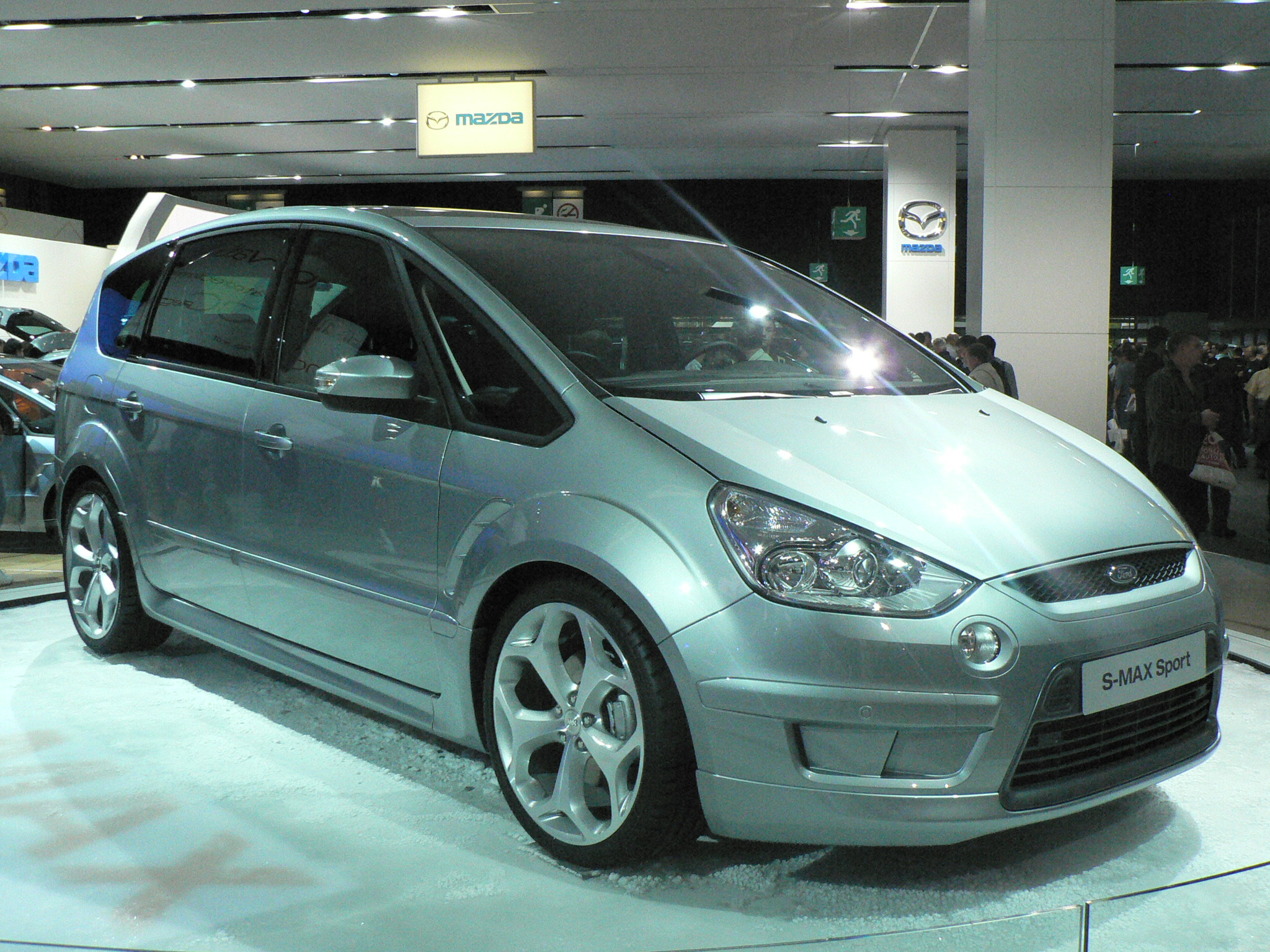
Ford S-MAX Sport (Titanium S)

| Rok  | registrace OA | z toho benzín | z toho diesel | registrace LUV | z toho benzín | z toho diesel | celkem OA+LUV |
| 2006 | 112           | 14            | 98            | 92             | 8             | 84            | 204           |
| 2007 | 179           | 35            | 144           | 229            | 18            | 211           | 408           |

Zdroj: SDA-CIA
Zdroj: Kraftfahrt-Bundesamt

## Druhá generace (od roku 2015)
Nová generace byla představena veřejnosti v roce 2014 a na trh se dostala o rok později. Výroba vozu se v roce 2015 přesunula z belgického Genku do španělské Valencie.

### Design
Předlohou pro druhou generaci vozu byla designová studie Ford S-MAX Concept z roku 2013. Výraznou změnou oproti první generaci je nová přední maska s chladičem, jehož vzhled je inspirován vozidly značky Aston Martin.

### Motory
S-MAX druhé generace je na evropském trhu nabízen se dvěma benzínovými a čtyřmi turbodieselovými motory v různých provedeních pro manuální a automatickou (PowerShift) převedovku nebo pohon všech čtyř kol (AWD).
| Model                   | Výroba | Objem (cm³) | Palivo | Výkon (kW) | Kroutící moment (Nm) | Zrychlení 0 - 100 km/h | Emise CO2 |
| ----------------------- | ------ | ----------- | ------ | ---------- | -------------------- | ---------------------- | --------- |
| 1.5 EcoBoost 160HP      | 2015 – | 1498 cm³    | Benzín | 118 kW     | 240 Nm               | 9.9 s                  | 149 g/km  |
| 2.0 EcoBoost 240HP Auto | 2015 – | 1999 cm³    | Benzín | 177 kW     | 345 Nm               | 8.4 s                  | 174 g/km  |

| Model                              | Výroba | Objem (cm³) | Palivo | Výkon (kW) | Kroutící moment (Nm) | Zrychlení 0 - 100 km/h | Emise CO2 |
| ---------------------------------- | ------ | ----------- | ------ | ---------- | -------------------- | ---------------------- | --------- |
| 2.0 TDCi 120HP                     | 2015 – | 1997 cm³    | Diesel | 88 kW      | 310 Nm               | 13.4 s                 | 129 g/km  |
| 2.0 TDCi 150HP                     | 2015 – | 1997 cm³    | Diesel | 110 kW     | 350 Nm               | 10.8 s                 | 129 g/km  |
| 2.0 TDCi 150HP PowerShift          | 2015 – | 1997 cm³    | Diesel | 110 kW     | 350 Nm               | 10.8 s                 | 139 g/km  |
| 2.0 TDCi 150HP AWD                 | 2015 – | 1997 cm³    | Diesel | 110 kW     | 350 Nm               | 12.1 s                 | 139 g/km  |
| 2.0 TDCi 180HP                     | 2015 – | 1997 cm³    | Diesel | 132 kW     | 400 Nm               | 9.7 s                  | 129 g/km  |
| 2.0 TDCi 180HP PowerShift          | 2015 – | 1997 cm³    | Diesel | 132 kW     | 400 Nm               | 9.5 s                  | 139 g/km  |
| 2.0 TDCi 180HP AWD PowerShift      | 2015 – | 1997 cm³    | Diesel | 132 kW     | 400 Nm               | 10.5 s                 | 149 g/km  |
| 2.0 TDCi Bi-turbo 210HP PowerShift | 2015 – | 1997 cm³    | Diesel | 154 kW     | 450 Nm               | 8.8 s                  | 144 g/km  |